# Hampton-Rivoira
Hampton-Rivoira Arquitectos es un estudio de arquitectura argentino fundado por Jorge Hampton y Emilio Rivoira en 1985 y activo hasta la actualidad.

## Historia
Hampton nació en Buenos Aires en 1945, realizó sus estudios en la Facultad de Arquitectura y Urbanismo de la Universidad de Buenos Aires, graduándose en 1973. Integró primero el estudio Llauró-Urgell y Asociados, y luego formó el propio junto con Marco Pasinato y Carlos Viarenghi. Realizó en 1976 un curso de postgrado sobre planificación para el desarrollo en la University College de Londres. Trabajó en Owen Luder Partnership, diseñando edificios de superficie en minas de carbón de Margam, Gales y Newcastle, en YRM Architects y en el estudio nigeriano Femi Majekodoumi Architects, proyectando hospitales de alta complejidad en el Sahara Occidental. Para la OEA desarrolló el plan urbanístico y normas para Esmeraldas y Valle del Río Teoane (Ecuador), como empleado de la Oficina Integrada de Planificación. Regresó a la Argentina en 1980, comenzando en 1983 a desarrollar la docencia en la Universidad de Buenos Aires hasta 1989.
Rivoira también nació en Buenos Aires, en 1948, y realizó sus estudios en la Universidad de Buenos Aires, graduándose en 1974. Fue consultor de la OEA, participó en el Plan de Desarrollo Turístico de Sucre y Potos, Bolivia, el Plan Nuevas Atracciones de Barbados,  y participó en misiones técnicas varias en Brasil, Argentina y los EE. UU. Desarrolló la docencia con cargo de Profesor Adjunto en la Universidad de Buenos Aires entre 1983 y 1990 ( enseñó también en la Universidad de Morón y Universidad de Belgrano ). 
Entre 1989 y 1991 fue Subsecretario de Planificación Urbana en la Municipalidad de Buenos Aires. Durante su gestión en ese cargo, se desarrolló el diseño del emprendimiento en Puerto Madero, la creación del ente de recuperación de la Avenida de Mayo, el seguimiento del programa “Recup Boca”, y la creación de la normativa de Áreas de Protección Patrimonial, aplicada al barrio de San Telmo. 
Fue vicepresidente del Consejo Profesional de Arquitectos 2006/2010 e integra el Colegio de Jurados de la Sociedad Central de Arquitectos.
Ha sido integrante del jurado de los Premios Konex a las Artes Visuales 2012 y curador del envío argentino a la Bienal de Venecia 2014. Fue presidente del jurado de la Bienal de Arquitectura de Quito, 2005.
Juntos, Hampton y Rivoira fundaron en 1985 el estudio de arquitectura que han dirigido hasta la actualidad. En numerosas definiciones recolectadas de publicaciones sobre su obra, ambos han expresado que su ideología sigue más el proceso de diseño que la búsqueda de un estilo en particular. Han reconocido formar parte de la corriente desarrollada durante la década de 1980, el postmodernismo, cuyos cuestionamientos al funcionalismo y la frialdad de la arquitectura moderna de mediados de siglo se ven reflejados en forma, materiales y uso del color en sus obras más importantes de aquella primera etapa, como el Bar “El Taller” y diversas casas construidas en el barrio de Palermo Viejo.
En los últimos 25 años, el estudio Hampton-Rivoira Arquitectos ha elaborado numerosos proyectos y participado de un gran número de concursos, aunque cabe destacar que el diseño de interiores es parte importante de su curriculum. En este último aspecto, han diseñado la imagen corporativa para las oficinas del BankBoston, Microsoft Argentina, Republic National Bank of New York, Consolidar AFJP, Telecom Argentina y el Hotel Sofitel Buenos Aires. También dedicados al espacio público y el planeamiento, han diseñado espacios públicos como el paseo peatonal Manuela Gorriti frente a los diques de Puerto Madero, y la remodelación de la Plaza Julio Cortázar en Palermo Viejo.
Por su trayectoria, el estudio recibió en 2002 el Premio Konex, Diploma al Mérito como uno de los más importantes arquitectos de la última década en Argentina. Recibieron el premio del Centro Internacional de Críticos de Arquitectura en 2009 y 2011, el premio Década en 2007, premiados y seleccionados en catorce oportunidades en el Premio SCA/CPAU.

## Obras
- 1985: Plazoleta Julio Cortázar (rediseño). Serrano esq. Honduras, Palermo Viejo (Buenos Aires)

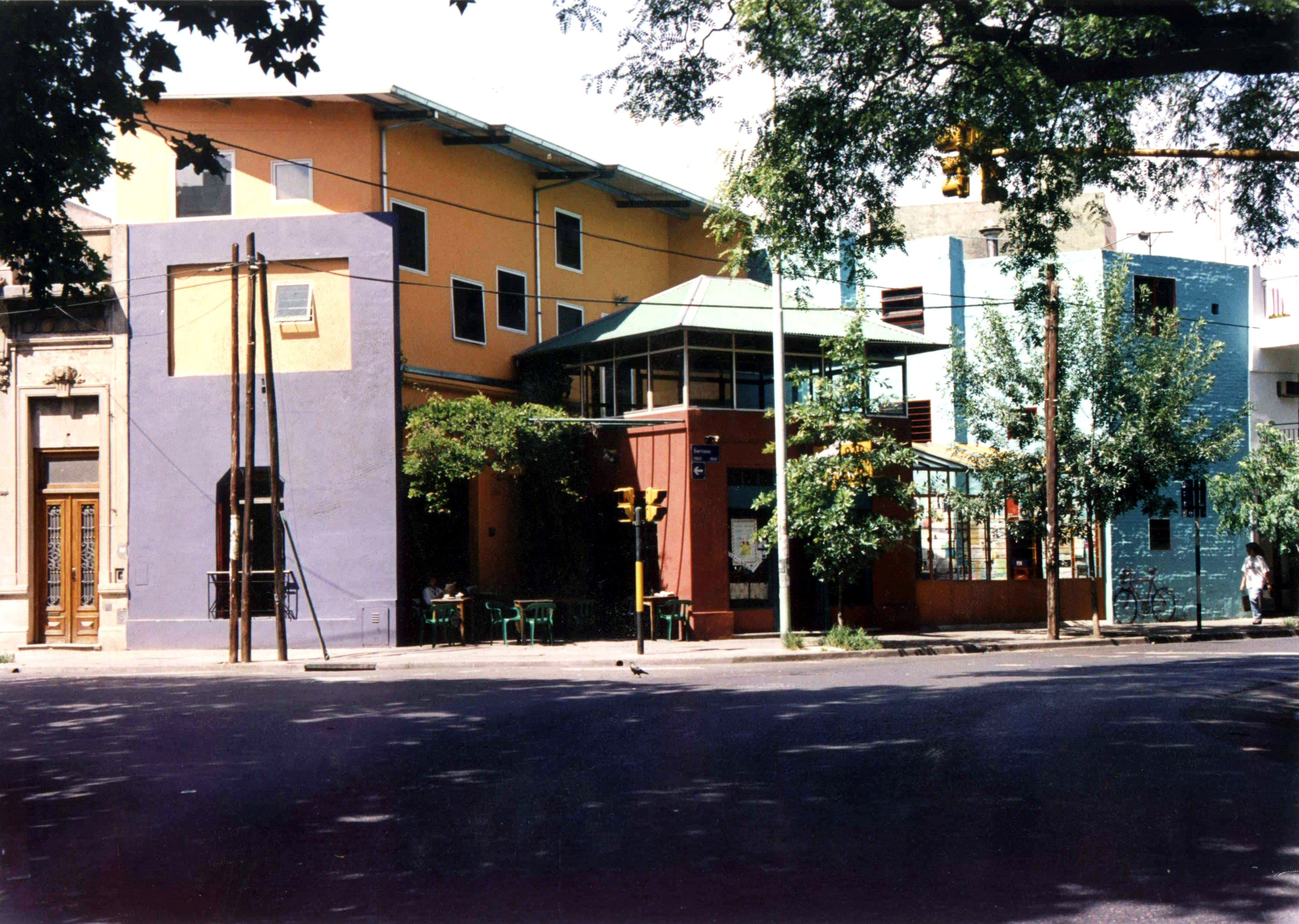
Bar "El Taller". 1984. Ubicado frente a la Plaza Cortázar, el centro natural del barrio de Palermo Viejo, este edificio trata de asumir preexistencias y potencialidades del entorno y sus actividades. Aquí nos gustaría verificar que la forma sigue al contexto más que a la función y que la función es el evento en permanente manifestación de vida urbana pasada, presente y futura. El bar fue durante años sede de la Sociedad de Fomento de Palermo Viejo y nos acompañó cotidianamente como la extensión de nuestras casas y estudio. Ha sido ampliado por HRA en 1995, y vendido y remodelado drásticamente por otro estudio profesional en 2010. Primer Premio "Café construido" Concurso CAYC, VI Bienal de Arquitectura de Bs Aires 1995. Publicado en Summa nº242, octubre de 1987 / Summa+ nº111

- Bar "El Taller". Serrano 1595, Palermo Viejo (cerrado en 2010)

- Edificio multiuso comercial-cultural. Thames 1859/63, Palermo Viejo
- Estudio-taller Hampton-Rivoira. Costa Rica 4684, Palermo Viejo
- 1986: Casa Hampton. Gurruchaga 1959, Palermo Viejo
- Gimnasio Tarbut. Olivos
- Casa Fernández. Gurruchaga 4702, Palermo Viejo
- 1990: Edificio de departamentos (reciclaje). Serrano esq. Pasaje Soria, Palermo Viejo
- 1992: Casa Rivoira/Streb (remodelación). Honduras 5098, Palermo Viejo
- Casa Rivoira. Serrano 1445, Palermo Viejo
- 1994: Casa unifamiliar. Pasaje Soria, Palermo Viejo
- 1995/96: Edificio Honduras Norte. Honduras 3574, Palermo Viejo
- 1997: Conjunto "Portal del Virrey". Av. Hipólito Yrigoyen 3450, Balvanera (Buenos Aires). (Asociados: Urgell-Penedo-Urgell)
- 1997/98: Casa Micheli, Club Newman (Buenos Aires)
- 1998: Balneario Punta Carrasco, Avenida Costanera Rafael Obligado, Buenos Aires
- 1998/99: Casa Rodríguez, Barrio H. Lucero
- 1998/99: Casa Chiera, Talar de Pacheco
- 1995: Paseo peatonal en la calle Manuela Gorriti. Puerto Madero (Buenos Aires)
- 2001: Edificio BankBoston (remodelación de interiores y restauración general)
- 2000: Torre BankBoston (diseño de interiores). (Autor: Pelli-Clarke-Pelli)
- 2001/02: Edificio de comercio y vivienda (sede del estudio Hampton-Rivoira). Honduras 4943, Palermo Viejo
- 2002: Hotel Sofitel Buenos Aires (diseño de interiores). Arroyo 841, Retiro (Buenos Aires). (Autor: Calvo, Jacobs y Giménez, año 1928)
- 2008/2010: Edificio San Ignacio. Lavalle esq. Riobamba, Balvanera
- 2011: Reciclaje para oficinas de Medanito S.A. Adolfo Alsina 771, Monserrat (“Se hizo la luz en la vieja fábrica” Revista ARQ 25/04/2011)

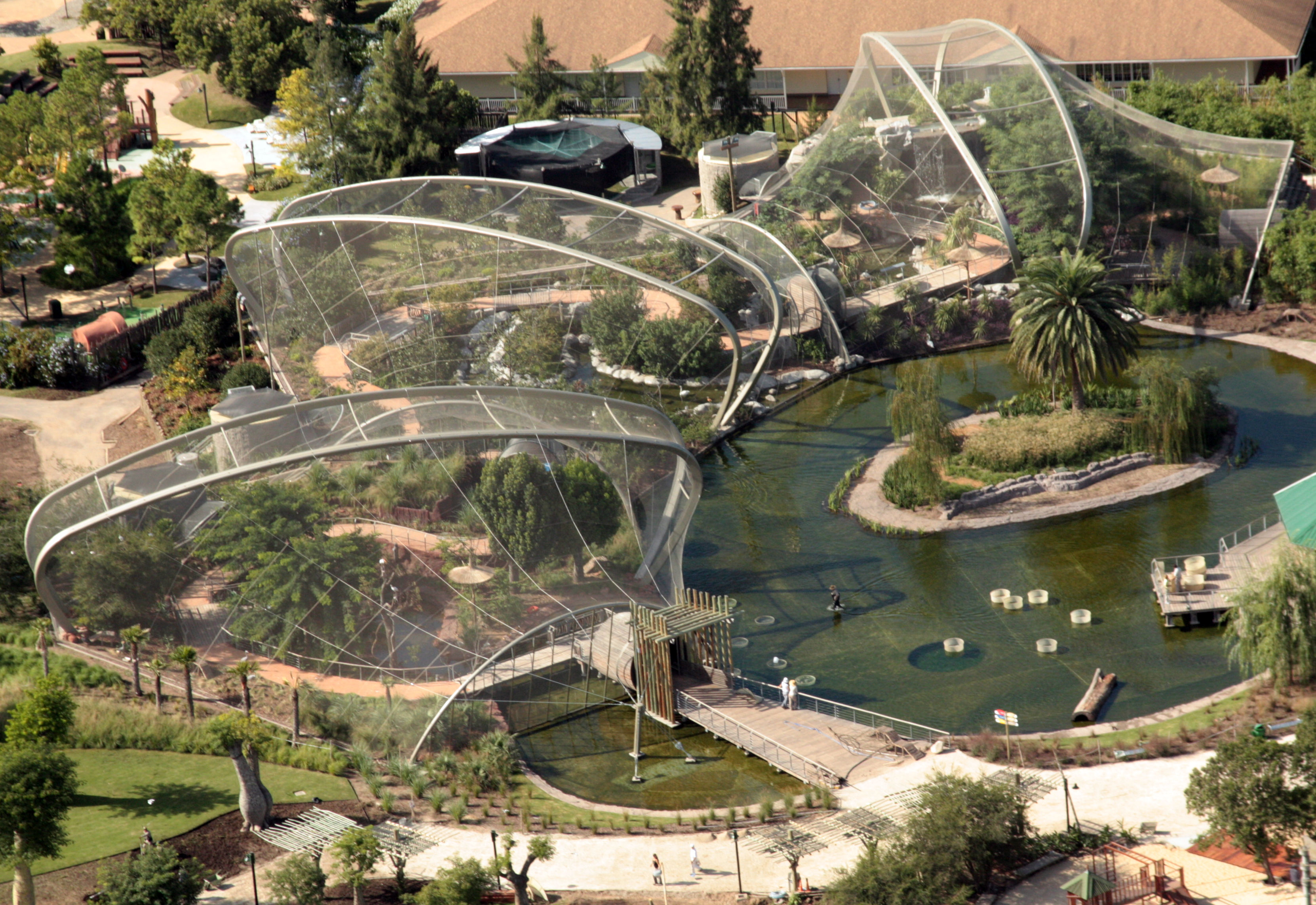
"El lugar de las aves" Bioparque Temaikèn. 2012. El programa enfatiza el concepto de inmersión total del visitante en los aviarios, divididos estos por regiones continentales. Uno de los desafíos que enfrentamos como proyectistas fue la identificación de la tecnología justa para una demanda de alta especificidad: en este caso materializar la contención “invisible” de centenares de pájaros, cubriendo casi una hectárea de hábitat de los pájaros con una red y un sistema de arcos portantes en un sistema de tensión y transferencia de cargas a partir de elementos industrializados ligeros, con geometrías obvias pero complejas. Arquitecto asociado: Cristian Carnicer. Premio de Arquitectura SCA-CPAU 2010 / Premio del Comité Internacional de Críticos de Arquitectura en la Bienal de Arquitectura de Buenos Aires XII, 2009. Publicado en Summa+ nº104 / Revista de Arquitectura nº240.

- 2012: "El lugar de las aves" - Aviario del Bioparque Temaikèn, Escobar. (Asociado: Cristian Carnicer)

- 2013: Acuario Corrientes, ciudad de Corrientes. (Asociado: Cristian Carnicer)
- 2013: Conjunto de vivienda Procrear,  Mendoza. 230 unidades. 3 torres y cuatro tiras de vivienda. Obra en construcción. Cliente Grupo Petersen

- 2014: Edificio Carrasco. Vivienda. Montevideo Uruguay. ( asociados Burundarena, Galtieri, arqs )

## Publicaciones
www.hampton-rivoira.com

## Personal
- Jorge Hampton: Socio fundador
- Emilio Rivoira: Socio fundador
- Francisco López Bustos: Responsable área interiores y patrimonio
- Roberto Lombardi: Responsable área proyecto
- Emilia Alvarado
- Roberto Bustamante